# Trophée Jim-Gregory (LHO)
Le trophée Jim-Gregory est remis annuellement au directeur général de l'année dans la Ligue de hockey de l'Ontario. Le vainqueur est désigné par les dirigeants de la ligue et un groupe de 5 personnes (journalistes et diffuseurs de la LHO ainsi que des membres de la Centrale de recrutement de la LNH). 
Le trophée honore Jim Gregory bâtisseur du hockey au Canada et ancien directeur de la Centrale de recrutement de la LNH et ne doit pas être confondu avec le trophée Jim-Gregory remis au directeur général de l'année dans la Ligue nationale de hockey.

## Palmarès
- 2019-2020 - James Boyd, 67's d'Ottawa
- 2020-2021 - Non décerné[2]
- 2021-2022 - Steve Staios, Bulldogs de Hamilton
- 2022-2023 - Mark Hunter, Knights de London